# فرودگاه دوبروونیک
فرودگاه دوبروونیک (به انگلیسی: Dubrovnik Airport) (به زبان بومی: Čilipi Airport) یک فرودگاه همگانی با کد یاتا DBV است که یک باند فرود بله دارد و طول باند آن بتن و آسفالت متر است. این فرودگاه در شهر دوبروونیک کشور کرواسی قرار دارد و در ارتفاع ۱۶۱ متری از سطح دریا واقع شده است.

## شرکت‌های هواپیمایی و مقصدهای پروازی

### Scheduled

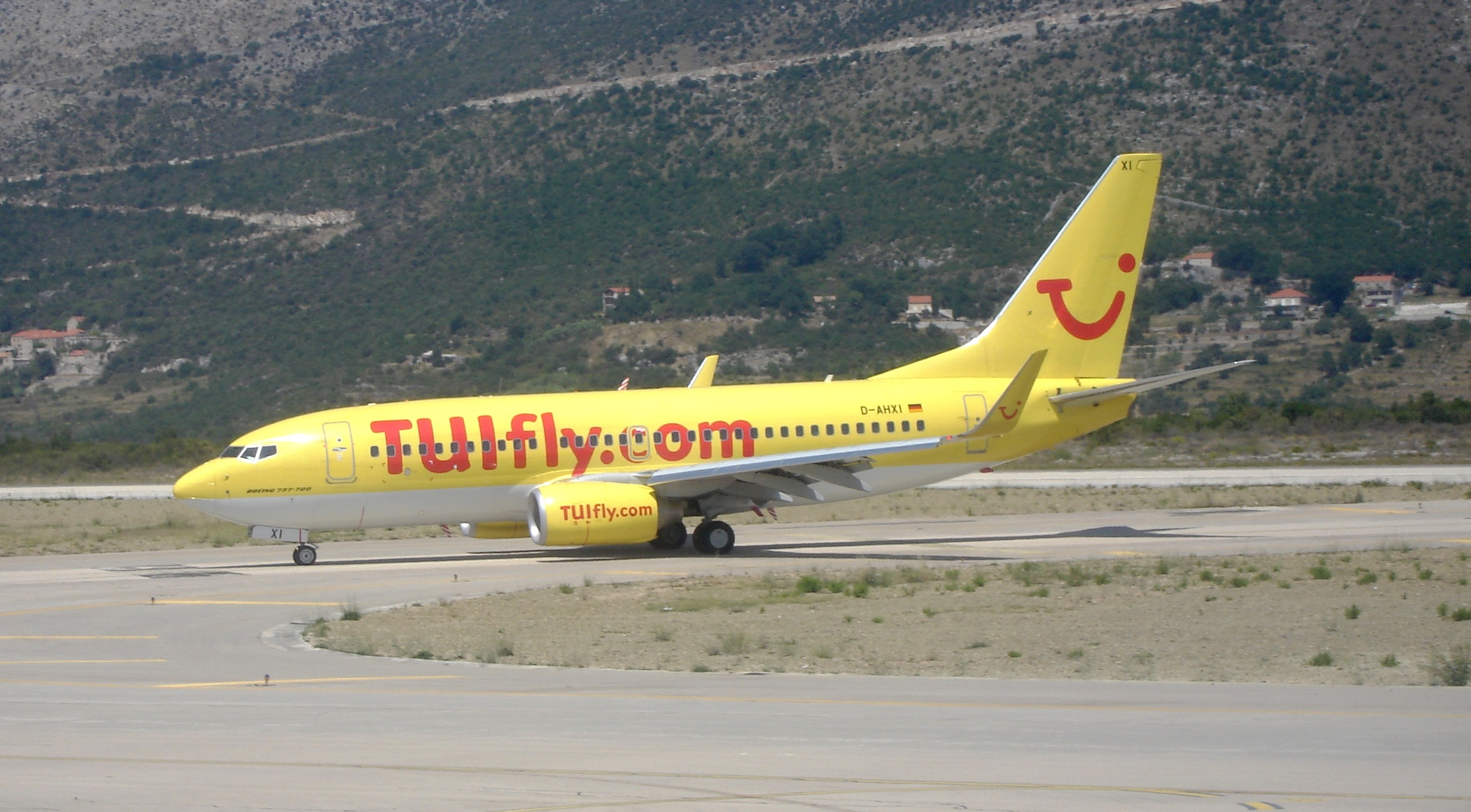
تی‌یوآی‌فلای بوئینگ ۷۳۷ نسل بعدی taxiing at Dubrovnik Airport

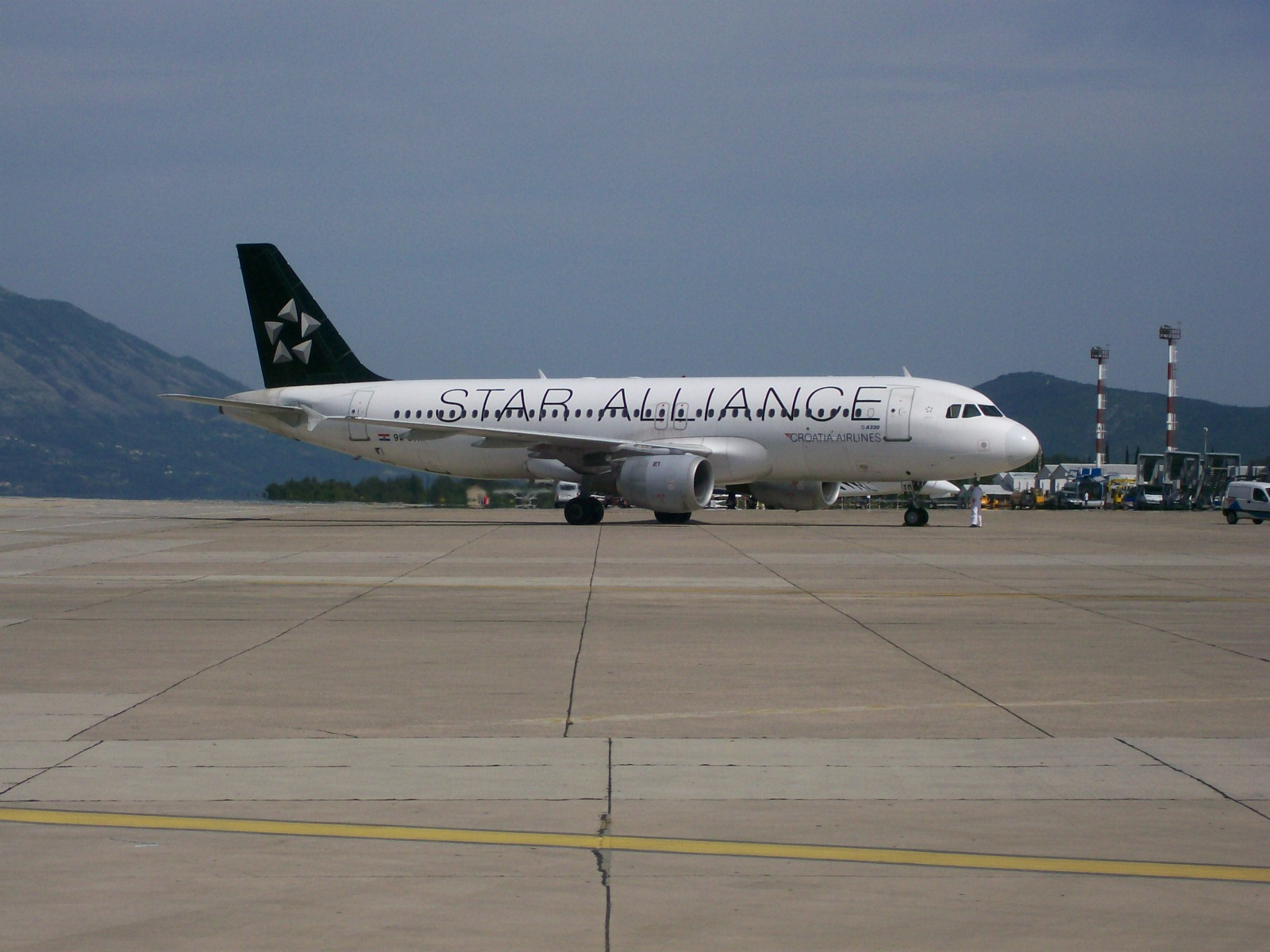
هواپیمایی کرواسی, Star Alliance logojet خانواده ایرباس ای۳۲۰ at Dubrovnik Airport

| شرکت‌های هواپیمایی                             | مقصدهای پروازی |
| --------------------------------------------- | --- |
| ایجین ایرلاینز                                | فصلی: آتن |
| ایجین ایرلاینز اجرا توسط المپیک ایر           | فصلی: آتن |
| ایر لینگاس                                    | فصلی: دوبلین |
| ایر صربیا                                     | فصلی: بلگراد نیکولا تسلا |
| ایربالتیک                                     | فصلی: ریگا |
| آلیتالیا                                      | فصلی: لئوناردو دا وینچی-فیومیچینو |
| ای‌اس‌ال ایرلاینز فرانسه                        | فصلی: نیس کوت دازور، شارل دوگل پاریس |
| ای‌اس‌ال ایرلاینز ایرلند                        | چارتر فصلی: دوبلین |
| آسترا ایرلاینز                                | چارتر فصلی: سالونیک |
| آسترین ایرلاینز                               | فصلی: وین |
| بریتیش ایرویز                                 | گاتویک |
| بروکسل ایرلاینز                               | فصلی: بروکسل |
| CityJet                                       | چارتر فصلی: دوبلین |
| کوندور فلوگدینست                              | فصلی: فرانکفورت |
| هواپیمایی کرواسی                              | فرانکفورت، لئوناردو دا وینچی-فیومیچینو، زاگرب فصلی: اسخیپول آمستردام، آتن، برلین تگل، دوسلدورف، نیس کوت دازور، اوسیک، شارل دوگل پاریس، پولا، اسپلیت، ونیز مارکو پولو، وین، زوریخ |
| ایزی‌جت                                        | فصلی: اسخیپول آمستردام، بلفاست، برلین شونفلد، بریستول، ادینبرو، گاتویک، لوتن لندن، استانستد لندن، لیون-سینت اگزوپری، منچستر، میلانو مالپنسا، ناپل. اورلی، تولوز-بلانیاک          |
| easyJet Switzerland                           | فصلی: بازل-مولوز-فرایبورگ اروپا، ژنو |
| ادلوایس ایر                                   | فصلی: زوریخ (آغاز از ۳۰ مارس ۲۰۱۸) |
| الین‌ایر                                       | چارتر فصلی: سالونیک |
| انتر ایر                                      | فصلی: کاتوویتس |
| یورو وینگز                                    | فصلی: دوسلدورف، زالتسبورگ |
| یورو وینگز                                    | فصلی: مونیخ |
| یورو وینگز اجرا توسط جرمن‌وینگز                | فصلی: برلین تگل، کلن بن، دوسلدورف، هانوفر، هامبورگ، اشتوتگارت |
| فلای‌بی اجرا توسط استوبارت ایر                 | فصلی: جنوبی لندن |
| فن‌ایر                                         | فصلی: هلسینکی |
| جرمنیا                                        | فصلی: تولوز-بلانیاک |
| ایبریا ایرلاین                                | فصلی: مادرید-باراخاس |
| جت۲.کام                                       | فصلی: بلفاست، ایست میدلند، ادینبرو، گلاسگو، لیدز برادفورد، استانستد لندن، منچستر، نیوکاسل                                                                                        |
| لوفت‌هانزا                                     | فصلی: فرانکفورت، مونیخ |
| لوفت‌هانزا رجینال اجرا توسط لوفت‌هانزا سیتی‌لاین | فصلی: مونیخ |
| لوکزایر                                       | فصلی: لوگزامبورگ - فیندل |
| نروجین ایر شاتل                               | فصلی: بارسلونا-ال پرات، فلسلند برگن، کپنهاگ، هلسینکی، گاتویک، مادرید-باراخاس، گاردرموئن اسلو, سولا استاوانگر، استکهلم-آرلاندا، ورنس تروندهایم                                    |
| پریمرا ایر                                    | فصلی: گوتنبرگ-لاندوتر, استکهلم-آرلاندا |
| اس۷ ایرلاینز                                  | فصلی: دوموده‌دوو |
| هواپیمایی اسکاندیناوی                         | فصلی: فلسلند برگن، کپنهاگ، گاردرموئن اسلو، استکهلم-آرلاندا |
| اسمارت‌وینگز اجرا توسط تراول سرویس ایرلاینز    | فصلی: پراگ رازیون |
| سان‌اکسپرس دویچلند                             | فصلی: لایپزیگ/هال |
| Thomson Airways                               | فصلی: بیرمنگام، بریستول، دونکاستر شفیلد رابین‌هود، گاتویک، گلاسگو، منچستر، نیوکاسل                                                                                                |
| ترید ایر اجرا توسط AIS Airlines               | فصلی: رییکا، اسپلیت |
| ترانساویا.کام                                 | فصلی: اسخیپول آمستردام، مونیخ، اورلی |
| تراول سرویس ایرلاینز                          | فصلی: لیسبون پورتلا |
| TUIfly Belgium                                | فصلی: بروکسل |
| ترکیش ایرلاینز                                | آتاترک |
| VLM Airlines Slovenia                         | فصلی: ماریبر ادوارد روسجان |
| ولوتی                                         | فصلی: بوردو–مریگناک، مارسی پروانس، نانت آتلانتیک، استراسبورگ، ونیز مارکو پولو |
| ویولینگ                                       | بارسلونا-ال پرات، لئوناردو دا وینچی-فیومیچینو |
| وینگز آو لبنان                                | چارتر فصلی: رفیق حریری بیروت |